# Клин (Цильнинский район)
Клин — поселок в составе Большенагаткинского сельского поселения Цильнинского района Ульяновской области. 

## География
Находится на расстоянии примерно 12 километров на северо-запад по прямой от районного центра села Большое Нагаткино. 

## История
Поселок основан предположительно после Октябрьской революции. В поздние советские годы работал колхоз «Рассвет», позже одноименное ТОО.  

## Население
Население составляло 158 человек в 2002 году (чуваши 97%), 143 по переписи 2010 года.